# Chelonodon patoca
Chelonodon patoca är en fiskart som först beskrevs av Hamilton 1822.  Chelonodon patoca ingår i släktet Chelonodon och familjen blåsfiskar. Inga underarter finns listade i Catalogue of Life.